# RTorrent
rTorrent je klient protokolu BitTorrent, který používá textového rozhraní používá knihovnu ncurses. Je naprogramován v jazyce C++, používá vlastní knihovnu libTorrent, která je efektivnější než knihovna libtorrent od vývojáře Arvid Norberg.
Instalační balíčky jsou dostupné pro různé linuxové distribuce a další unixové systémy.

## Vlastnosti
- nízké paměťové nároky, textový režim, celoobrazovkové zobrazení (knihovna ncurses), menu, akční klávesy
- vysoký výkon díky použití funkce mmap() místo klasických funkcí práce se soubory
- možnost omezení uploadu/downloadu (pomocí více pravidel lze omezovat i v závislosti na aktuálním čase)
- možnost omezení počtu spojení
- výběrové stahování souborů z vícesouborových torrentů
- nastavení priorit (pro jednotlivé soubry i pro celý torrent)
- podpora trackerů UDP
- automatické stahování torrentů ze zadaného adresáře
- podpora šifrovaného přenosu (používá RC4; en:BitTorrent protocol encryption)
- podpora proxy

K ovládání jsou používány klávesy. Základní pohyb je pomocí šipek. Enter slouží pro nahrání nového torrent souboru, ^s spouští torrent (znak ^ značí současný stisk klávesy CRTL a za znakem uvedeného písmene), Backspace slouží k nahrání torrent souboru s automatickým startem, ^k pro zastavení torrentu, ^d pro pauzu (pokud je torrent již zastaven, dojde k odstranění torrentu ze seznamu). Mezerník umožňuje nastavovat prioritu stahování jednotlivých souborů a hvězdička (znak krát) pak hromadné změny.